# Girl on the Run (album)
Girl on the Run è il primo e unico album in studio della cantante e modella svedese Victoria Silvstedt, pubblicato nel 1999.

## Tracce
1. Rocksteady Love – 3:56 (musica: Durron Butler)
2. Girl on the Run – 3:12 (musica: Ali Thompson
Andreas Carlsson) – Prodotto da Daniel Papalexis, Kadir Taysir
3. Hello Hey – 3:26
4. Waste of Time – 3:17
5. Astro Girl – 3:34
6. Just Can't Live Without You – 3:03
7. Could You Be the One? – 3:29
8. Heating Sun – 3:01
9. Party Line – 3:30 (musica: Robin Rex) – Prodotto da Dean'n, Robert Uhlmann
10. I Will Follow – 3:08 (musica: Joakim Udd, Johan Fjellström, Peter Boström) – Prodotto da Fredrik Andersson
11. Falling for You – 4:05 – Prodotto da Ronny Lahti
12. Still Want You – 3:16

Durata totale: 40:57